# Landtagswahlkreis 5 (Rheinland-Pfalz)
Der Landtagswahlkreis 5 existierte in der Form und Bezeichnung in Rheinland-Pfalz seit dem ersten Landeswahlgesetz vom 7. Dezember 1950 bis zur Landtagswahl 1971. Durch das am 4. Juli 1972 verabschiedete  Landesgesetz zur Änderung des Landeswahlgesetzes wurde die Zahl der Wahlkreise auf 4 verringert und damit der Wahlkreis 5 aufgelöst. Sein Wahlgebiet ging in den Wahlkreisen 3 und 4 auf.

## Chronologie des Wahlkreises bis 1972

### 1950–1970
Im Zuge der Vorbereitungen der zweiten Landtagswahlen am 29. April 1951 beschloss der Landtag von Rheinland-Pfalz das erste Landeswahlgesetz. Durch den § 14 des Gesetzes wurde Rheinland-Pfalz nun in sieben Wahlkreise eingeteilt. Die Wahlkreise orientierten sich an den vorhandenen Regierungsbezirken, die bei der ersten Landtagswahl 1947 den Wahlkreisen entsprachen. Nunmehr wurde dem Wahlkreis 5 der damalige Regierungsbezirk Rheinhessen  mit den kreisfreien Städten Mainz und Worms sowie den Landkreisen Alzey, Bingen, Mainz und Worms als Wahlgebiet zugewiesen. Im Wahlkreis konnten 13 Abgeordnete gewählt werden.
Gewählte Abgeordnete
| Landtagswahl   | Abgeordnete                                                                                           | Partei | Zahl der Mandate |
| -------------- | --- | ------ | ---------------- |
| 29. April 1951 | Johann Beckenbach, Justus Cronenbold, Dora Hennig, Willy Hitter, Günter Markscheffel, Heinrich Völker | SPD    | 6                |
| 29. April 1951 | Karl Lahr, Willibald Martenstein, Alfred Steger                                                       | FDP    | 3                |
| 29. April 1951 | Peter Altmeier, Hermann Matthes, Josef Schlick, Ernst Jakob Wetzel                                    | CDU    | 4                |
| 15. Mai 1955   | Johann Beckenbach, Heinz Brühne, Jockel Fuchs, Willy Hitter, Günter Markscheffel, Heinrich Völker     | SPD    | 6                |
| 15. Mai 1955   | Willibald Martenstein, Fritz-Rudolf Schultz                                                           | FDP    | 2                |
| 15. Mai 1955   | Hermann Matthes, Johannes Baptist Rösler, Josef Schlick, Wilhelm Westenberger, Ernst Jakob Wetzel     | CDU    | 5                |
| 19. April 1959 | Johann Beckenbach, Jockel Fuchs, Willy Hitter, Lucie Kölsch, Georg Lebert, Heinrich Völker            | SPD    | 6                |
| 19. April 1959 | Hans Broßmann, Willibald Martenstein                                                                  | FDP    | 2                |
| 19. April 1959 | Ernst Kunkel, Hermann Matthes, Johannes Baptist Rösler, Wilhelm Westenberger, Ernst Jakob Wetzel      | CDU    | 5                |
| 31. März 1963  | Johann Beckenbach, Jockel Fuchs, Lucie Kölsch, Jakob Schadt, Karl Thorwirth, Heinrich Völker          | SPD    | 6                |
| 31. März 1963  | Willibald Martenstein, Günter Storch                                                                  | FDP    | 2                |
| 31. März 1963  | Horst Geisel, Hermann Matthes, Johannes Baptist Rösler, Wilhelm Westenberger, Ernst Jakob Wetzel      | CDU    | 5                |
| 23. April 1967 | Johann Beckenbach, Jockel Fuchs, Lucie Kölsch, Jakob Schadt, Karl Thorwirth, Heinrich Völker          | SPD    | 6                |
| 23. April 1967 | Hermann Eicher                                                                                        | FDP    | 1                |
| 23. April 1967 | Hans Fröder, Horst Geisel, Heinz Laubach, Johannes Baptist Rösler, Alfred Truschel                    | CDU    | 5                |
| 23. April 1967 | Fritz May                                                                                             | NPD    | 1                |

### 1970–1972
Im Zuge der Vorbereitungen der siebenten Landtagswahlen am 21. März 1971 beschloss der Landtag von Rheinland-Pfalz am 7. Juli 1970 eine Änderung des Landeswahlgesetzes. Sie wurde auch durch die Auflösung des Regierungsbezirkes Montabaur, die 1968 stattfand, sowie die Kreisreform in Rheinland-Pfalz notwendig. Durch den § 12 des Gesetzes wurde Rheinland-Pfalz nun in sechs Wahlkreise eingeteilt. Der Wahlkreis 5 bekam nun ein völlig anderes Wahlgebiet, umfasste nunmehr das Wahlgebiet des vormaligen Wahlkreises 6 sowie einen kleinen Teil des  vormaligen Wahlkreises 7 und bestand nun aus den kreisfreien Städten Frankenthal, Ludwigshafen, Speyer, Neustadt an der Weinstraße und Landau in der Pfalz sowie den Landkreisen Ludwigshafen, Bad Dürkheim, Landau-Bad Bergzabern und Germersheim. Dem Wahlkreis wurden nun 21 Abgeordnete zugesprochen.
Gewählte Abgeordnete
| Landtagswahl  | Abgeordnete | Partei | Zahl der Mandate |
| ------------- | --- | ------ | ---------------- |
| 21. März 1971 | Hermann Belzner, Hans Blinn, Oskar Böhm, Herbert Gustavus, Helmut Hüther, Hildegard Kerner, Rainer Rund, Fritz Schalk, Paulus Skopp                                                              | SPD    | 9                |
| 21. März 1971 | Hans-Otto Scholl | FDP    | 1                |
| 21. März 1971 | Kurt Böckmann, Wolfgang Brix, Bertram Hartard, Walter Heid, Maria Herr-Beck, Helmut Kohl, Theo Magin, Ursula Starlinger, Herbert Trautmann, Bernhard Vogel, Herbert Waldenberger, Dieter Ziegler | CDU    | 12               |

Am 4. Juli 1972 wurde das Landesgesetz zur Änderung des Landeswahlgesetzes verabschiedet, in dessen Folge Rheinland-Pfalz nun in vier Wahlkreise aufgeteilt wurde. Der Wahlkreis 5 wurde aufgelöst, sein Wahlgebiet ging zur Landtagswahl 1975 in den Wahlkreisen 3 und 4 auf.